# Ulrich Thomsen
Ulrich Thomsen, född 6 december 1963 i Næsby nära Odense på Fyn, är en dansk skådespelare.

## Filmografi (i urval)
- 1998 – Festen
- 1999 – Världen räcker inte till
- 2000 – Vikten av vatten
- 2000 – Blinkande lyktor
- 2003 – Arvet
- 2004 – Bröder
- 2005 – Adams äpplen
- 2007 – Hitman
- 2009 – The International
- 2010 – Hämnden
- 2011 – The Thing
- 2015 – Sommaren 92
- 2021 – Marcoeffekten
- 2024 – Stockholm Bloodbath